# Skogs-Tibble kyrka
Skogs-Tibble kyrka är en kyrkobyggnad som hör till Norra Hagunda församling i Uppsala stift. Kyrkan ligger i Tibbleby där Sävaåns dalgång övergår i skogsmark. Platsen omnämns i handlingar redan 1295.

## Kyrkobyggnaden
Kyrkan är uppförd av lokalt bruten granit och består av ett rektangulärt långhus med ett smalare och lägre kor i öster och en absid. Vid korets norra sida finns en sakristia och vid långhusets sydvästra sida finns ett vapenhus.
Svåra grundförhållanden har vållat problem. Under århundradens lopp har kyrkan sjunkit ned i marken omkring en meter.

### Tillkomst och medeltida ombyggnader
Troligen har en tidigare träkyrka funnits på platsen. Brandlager som tyder på en sådan har hittats under kyrkgolvet och norr om nuvarande kyrka.
Kärnan av nuvarande kyrkobyggnad är långhusets båda östra travéer samt koret med absid som uppfördes under romansk tid på 1100-talet. Vid en restaurering 1929 upptäcktes en skarv strax bakom första väggpelaren från triumfbågen sett. Skarven antyder att ursprungliga långhuset uppfördes i två etapper som sannolikt låg nära varandra i tiden. Mot slutet av 1400-talet förlängdes långhuset åt väster med ännu en travé. Under samma period tillkom nuvarande sakristia i norr samt vapenhus i söder. Möjligen är nuvarande sakristia en utvidgning av en eventuell tidigare sakristia. Kyrkorummets ribbvalv av tegel är daterade till 1490-talet och ersatte då ett plant trätak. Långhusets västra travé och vapenhuset försågs med tegelvalv av en typ som kallas gubbvalv. I dessa har man i putsen skapat dekorativa ansikten och människofigurer som är hopkomponerade med valvribborna. Östra stjärnvalvet och det sexdelade korvalvet har troligen tillkommit efter de andra. Korvalvet är betydligt lägre än de övriga valven. I samband med valvslagningen tillkom valvmålningarna. Sannolikt var det då som den ursprungligt smala och höga triumfbågen mellan kor och långhus vidgades på bredden.

### Senare ombyggnader
1646 vitmenades kyrkorummet som även försågs med läktare och fast bänkinredning. 1725 tillkom en altaruppsats med altartavla som ersatte ett senmedeltida altarskåp som kasserades. Nuvarande rundbågiga fönster tillkom troligen på 1700-talet och 1800-talet. Vid början av 1800-talet förbereddes en kyrkoreparation och 1801 skapades en kyrkorestaureringskassa. Ett förslag till ombyggnad gjordes av byggmästaren N. J. Andersson och godkändes 1854 av Kunglig Majestät. Förslaget gick ut på att vapenhuset i söder skulle rivas och en ny ingång tas upp vid västra kortsidan. Koret med absid skulle rivas och ersättas av ett rakt kor med samma bredd som övriga kyrkan. Dessutom skulle kyrkorummets inredning nydanas. Förslaget genomfördes aldrig, men 1879 genomfördes ett annat restaureringsförslag av August Mankell. Yttertaket fick då sin nuvarande låga form när gavlarna sänktes och sadeltakets spånbeläggning ersattes med falsad skivplåt. Kyrkorummets golv höjdes omkring 70 centimeter och ett nytt innergolv skapades ovanför det medeltida golvet som ännu finns kvar. Ny öppen bänkinredning sattes in och nuvarande predikstol tillkom. Altaruppsatsen från 1725 ersattes av en ny. 1884 putsades ytterväggarna och gavlarna försågs då med trappstegsfriser. 1929 genomfördes en restaurering efter förslag av arkitekt Ärland Noreen då interiören återställdes i mer ursprungligt skick. Kyrkorummets målningar togs fram efter att ha varit överkalkade. Östra korfönstret sattes igen och det ursprungliga södra korfönstret öppnades upp. Altaruppsatsen från 1879 avlägsnades eftersom den skymde hela absiden. Altaret gjordes fristående och försågs med krucifix. Sluten bänkinredning av traditionell typ återinfördes och kyrkorummet fick ny färgsättning. Predikstolen behölls men dess färgsättning anpassades till kyrkorummet. 1938 lades nytt golv in i kyrkorummet sedan det gamla golvet murknat.

## Inventarier
- Dopfunten av sandsten tillkom omkring år 1200 och tillskrivs gotlandsmästaren Sighrafs verkstad. I så fall har dopfunten tillkommit då kyrkan var nyuppförd. Funten förvarades i vapenhuset fram till 1879 då den kastades ut på kyrkogården. 1929 flyttades funten återigen in i kyrkan och placerades i koret. Funten är skulpterad med en mängd bilder. Cuppans bilder skildrar bland annat Jesu födelse och barndomshistoria, Marie bebådelse samt Marias möte med Elisabeth. På den fyrsidiga foten finns hörngestalter med bland annat Maria med Jesusbarnet.
- Vid 1879 års restaurering tillkom nuvarande predikstol, altarring och orgelläktare i väster.
- Ett par förgyllda kerubhuvuden samt ett timglas finns bevarade från 1737 års predikstol.
- En ljuskrona av malm med åtta pipor härstammar från 1694 och skänktes till kyrkan av Petter Tyblensis och Margareta Gjörans Dotter. Två ljuskronor av mässing med tjugo respektive tio pipor är från 1880.
- Två altarljusstakar är från 1600-talet. Ljusstakarna är gjorda av mässingsplåt som överdragits med silver. På stakarna finns genombrutna blomsterornament.
- Vid sidan om altarbordet står två skulpturer som kallas Tron och Hoppet. Skulpturerna ingick i en altaruppsats från 1725.
- Orgeln byggdes 1879 av firman EA Setterqvist & Son. 1997 restaurerades orgeln av Tomas Svenske.
- I sakristian förvaras en handklocka som förmodligen är från medeltiden.
- En mässhake av röd sammet med guldgaloner är från 1819.
- Ett solur av grå kalksten är placerat ovanför vapenhusets ingång. Soluret bär årtalet 1703.

## Omgivning
- Sydväst om kyrkan finns en fristående klockstapel som ursprungligen är uppförd 1729 men ombyggd efter ett åsknedslag 1839. Av de båda kyrkklockorna är lillklockan gjuten 1695 av Gerhard Meyer d.ä. och storklockan gjuten 1742 av Isaac Rockman.
- Vid kyrkogårdens sydvästra sida finns ett gravkapell som är uppfört 1934. I gravkapellet finns 1879 års altaruppsats.

## Bildgalleri

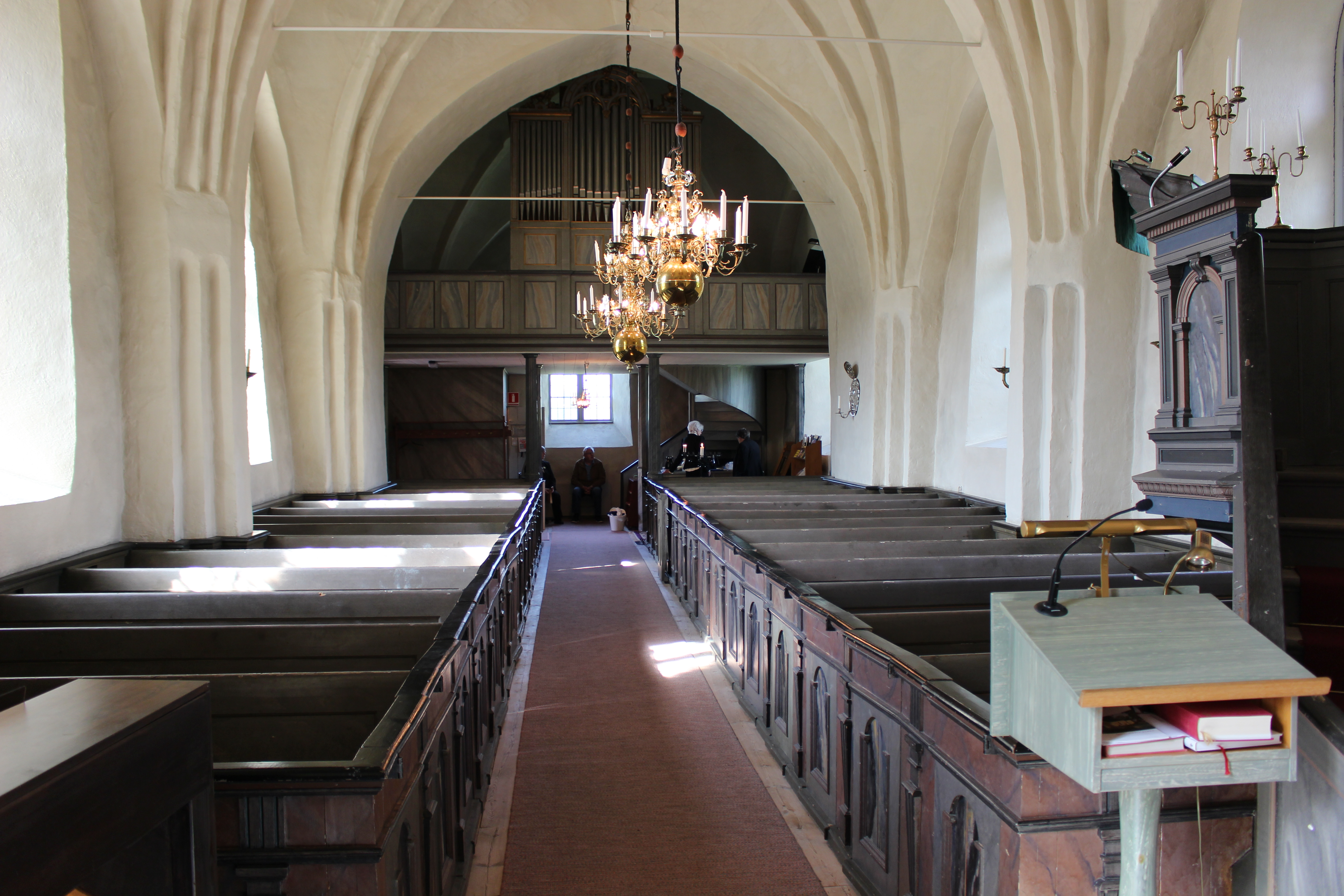
Kyrkorum mot väster
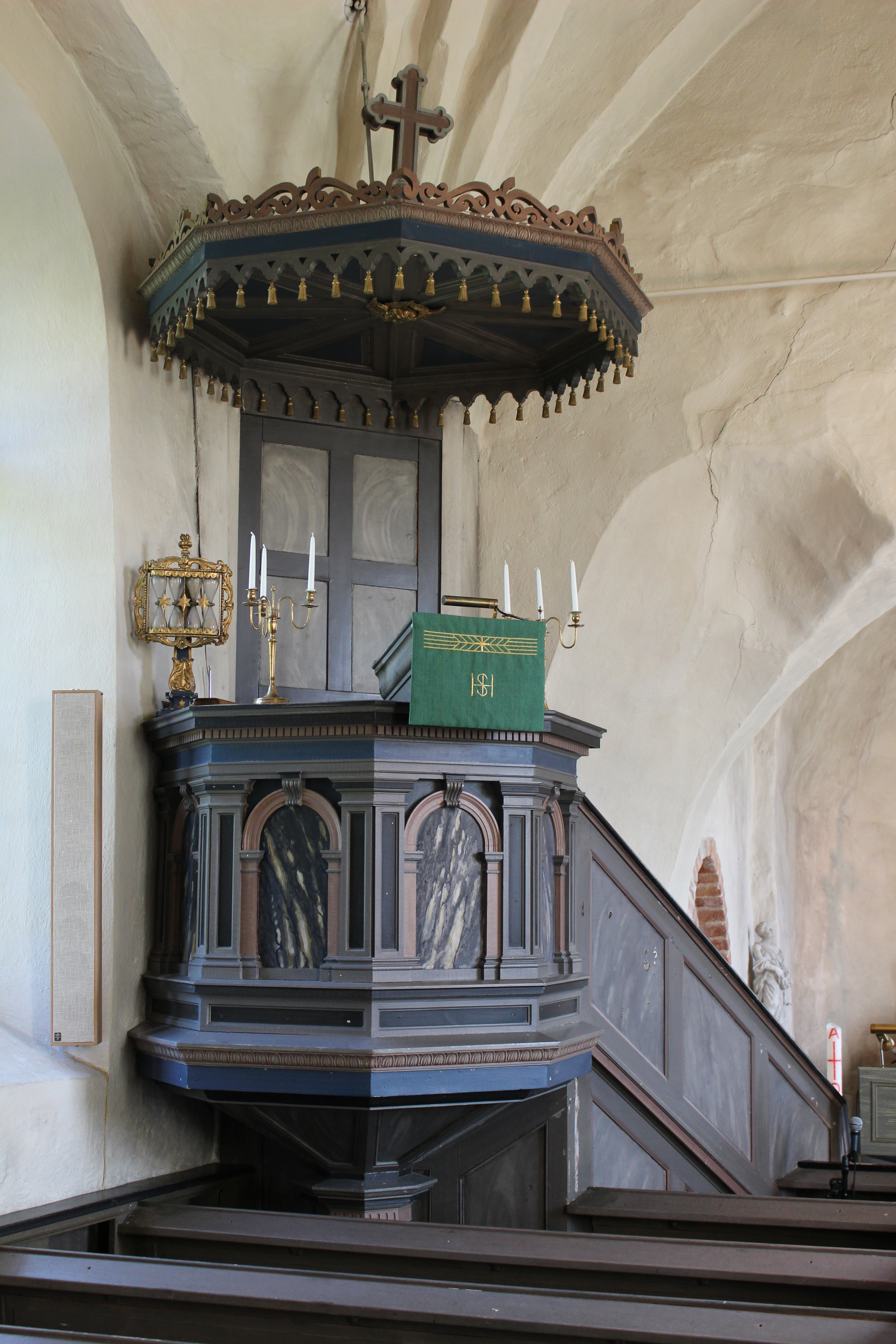
Predikstol
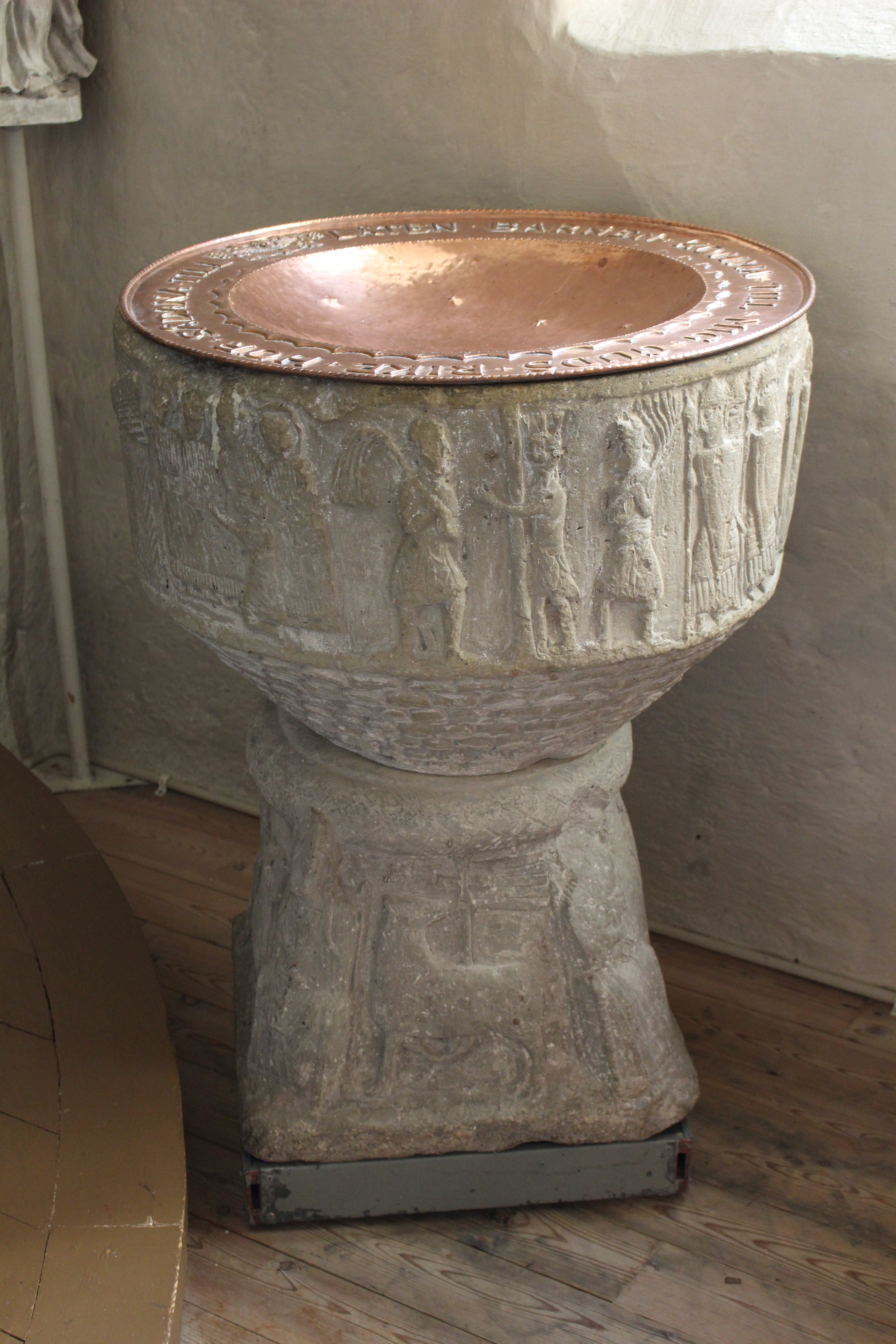
Dopfunt
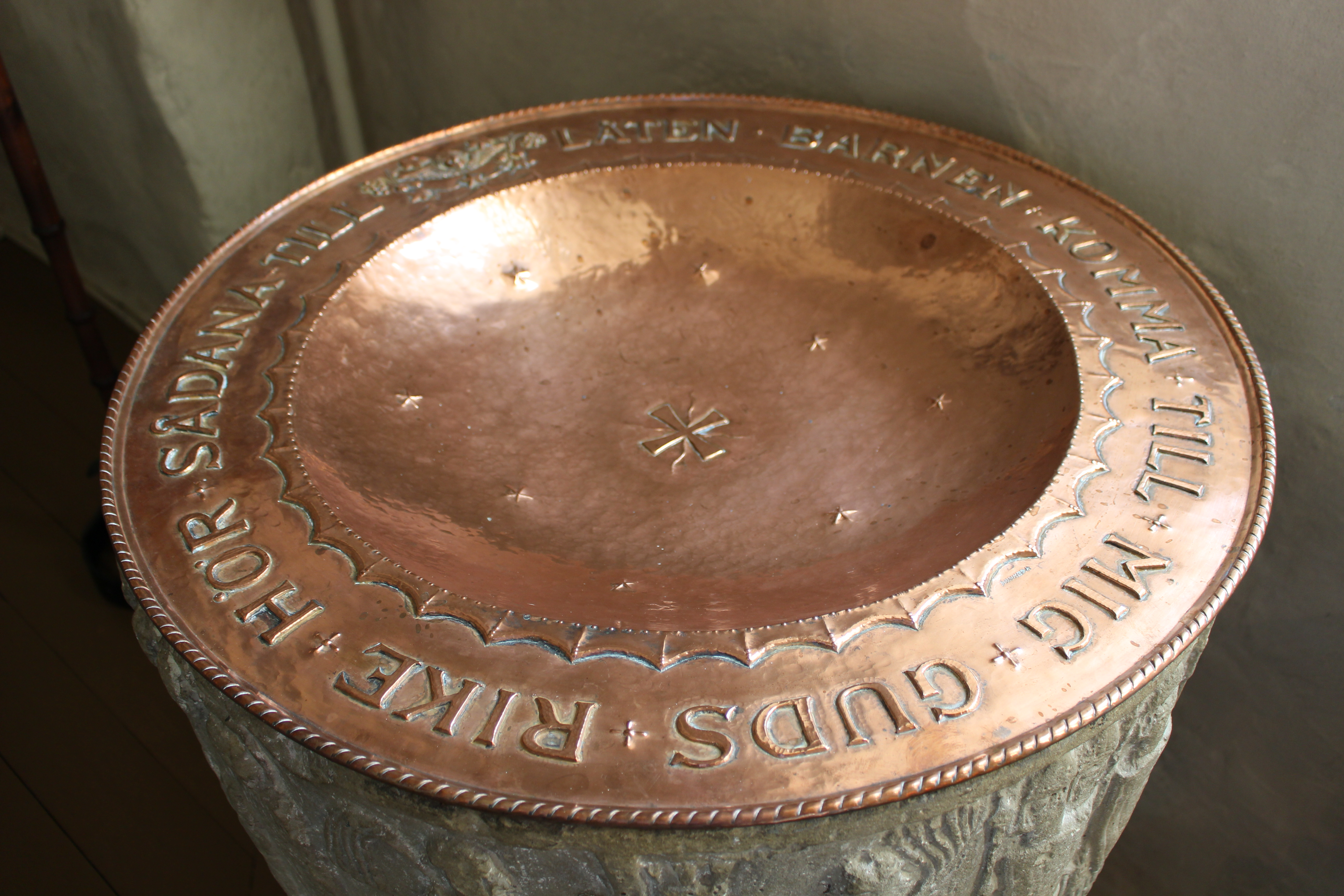
Dopfat
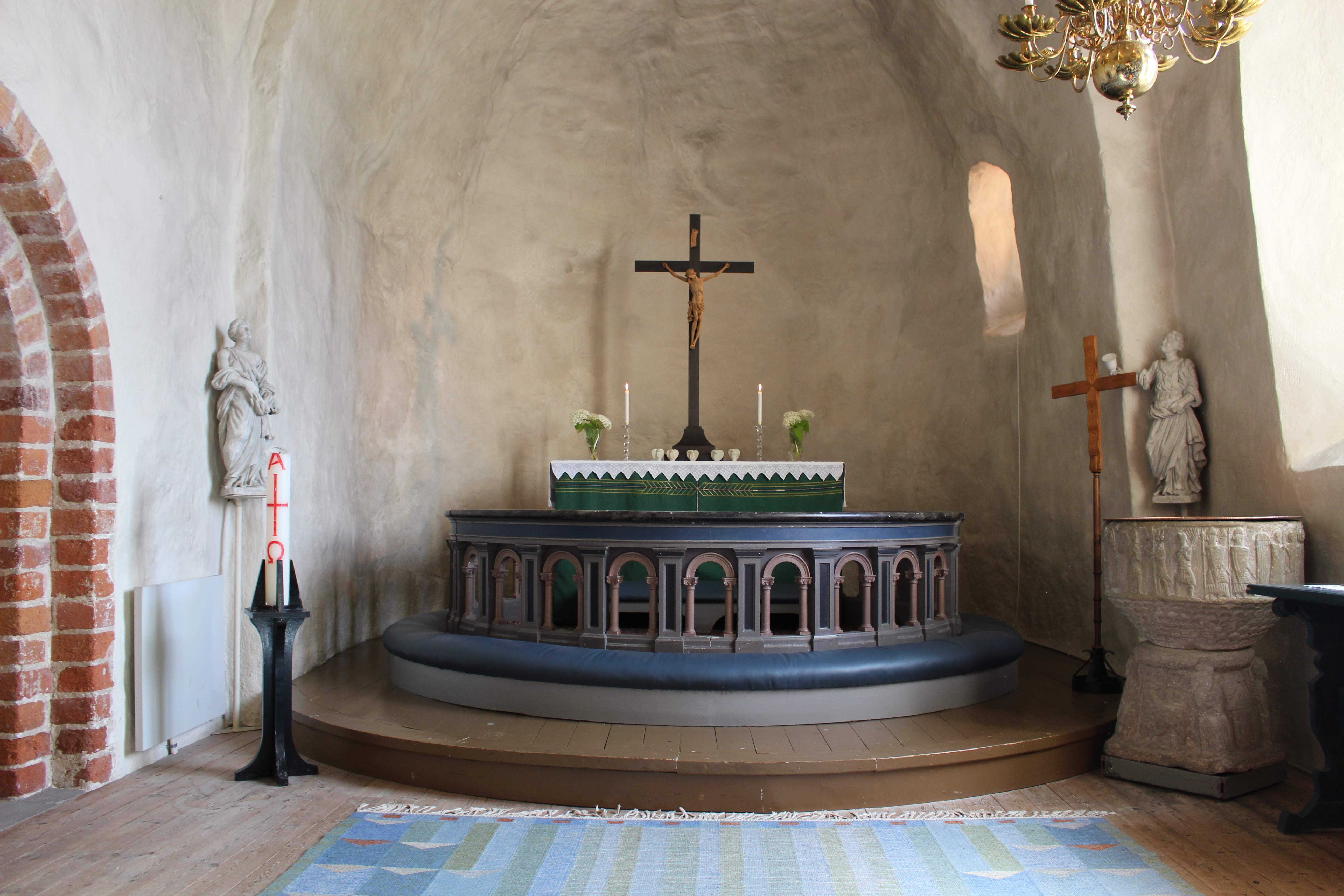
Altare
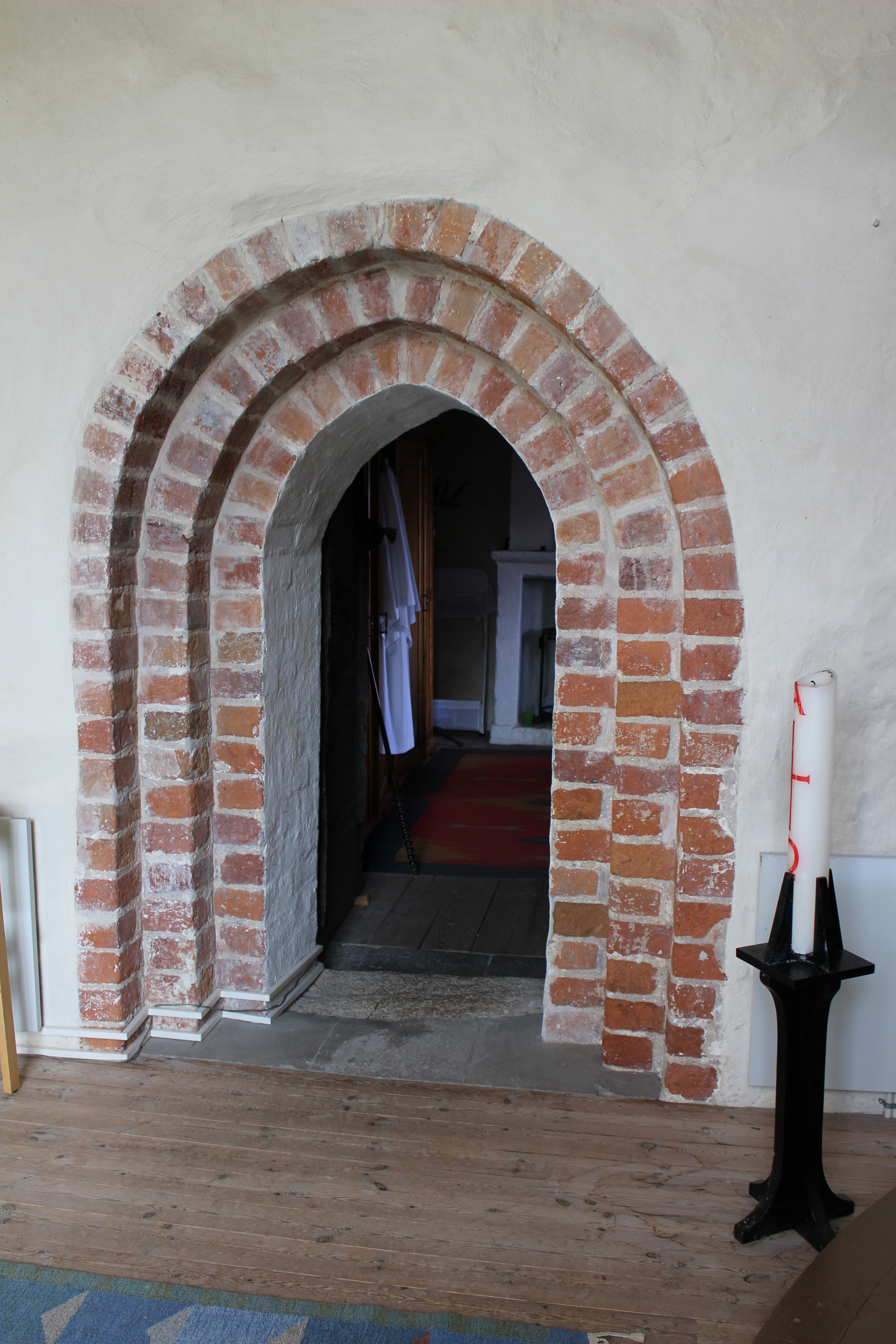
Ingång till sakristian
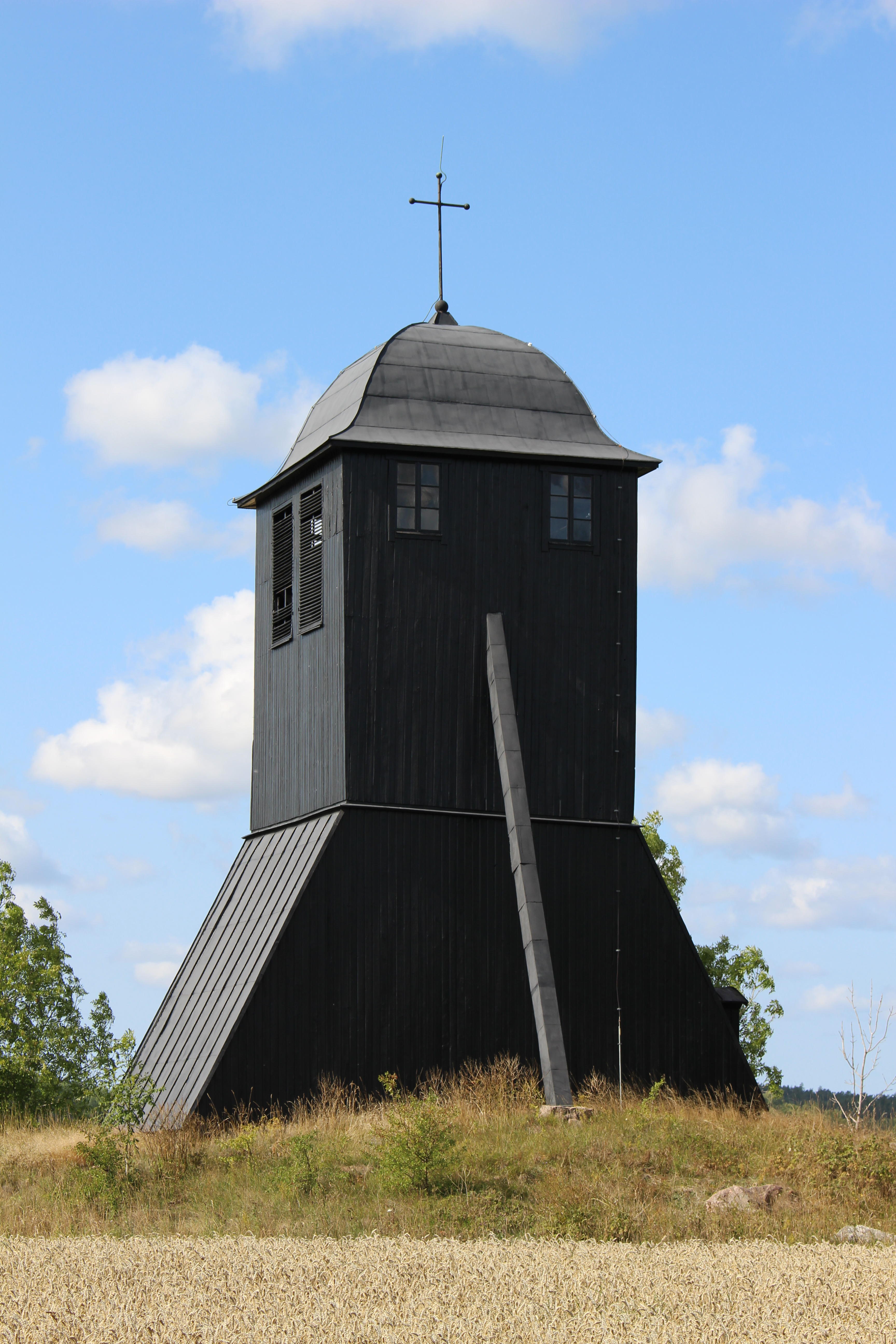
Klockstapel
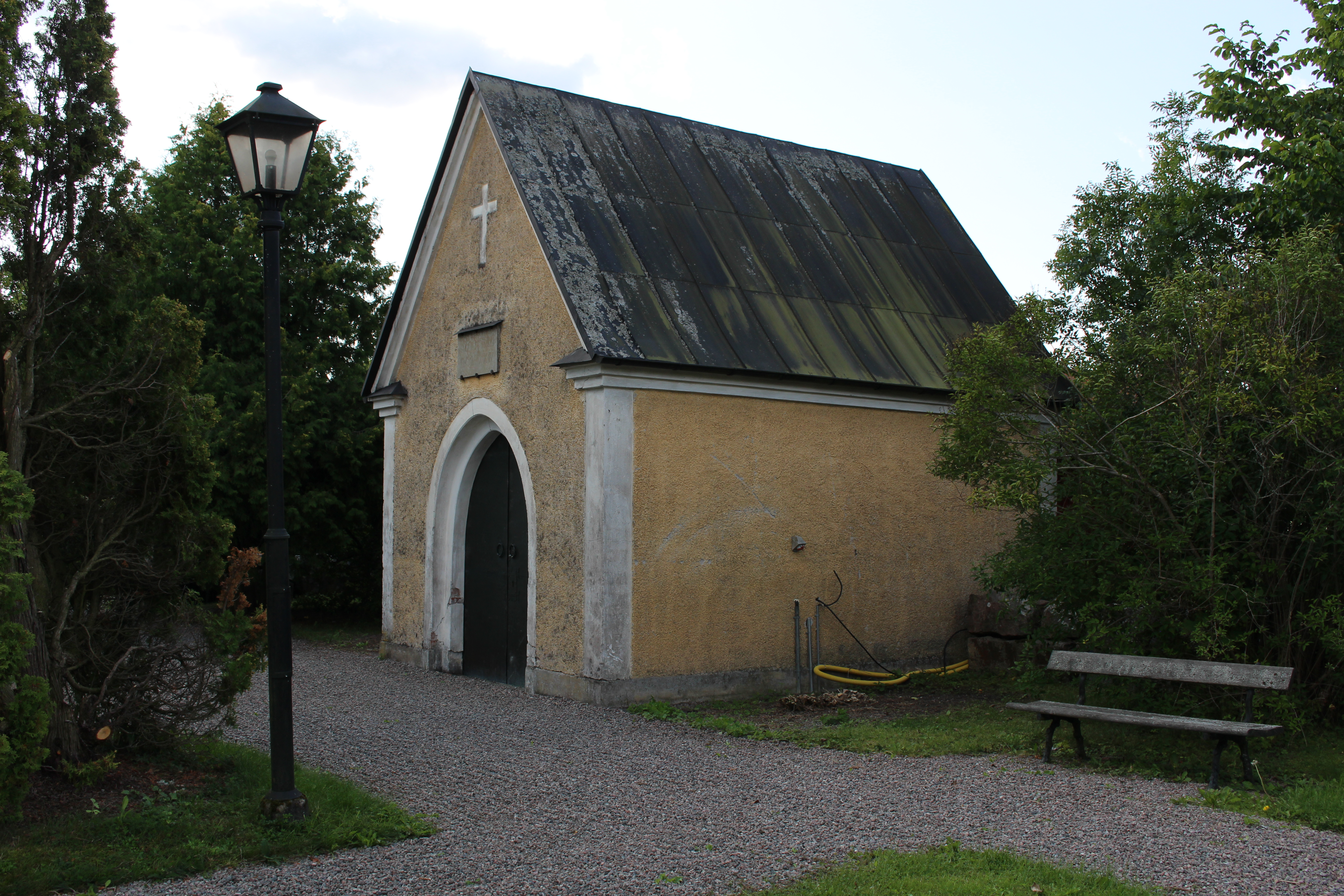
Gravkapell
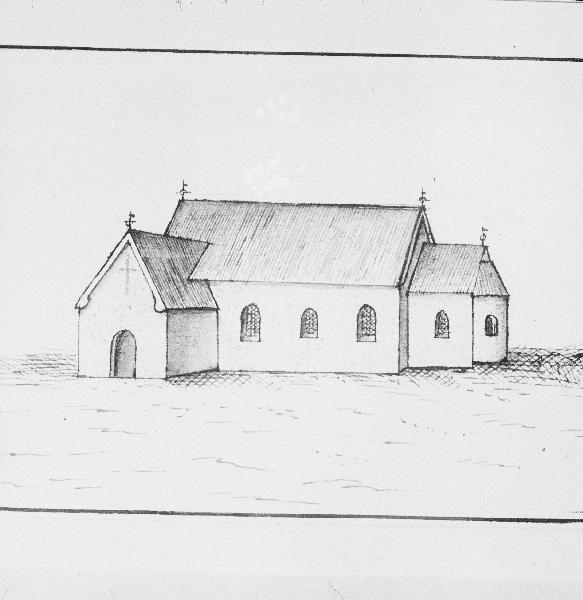
Peringskiölds teckning av kyrkan

### Webbkällor
- byggnadspresentation
- Norra Hagunda församling informerar